# Cadurciella rufipalpis
Cadurciella rufipalpis är en tvåvingeart som beskrevs av Villeneuve 1927. Cadurciella rufipalpis ingår i släktet Cadurciella och familjen parasitflugor. Inga underarter finns listade i Catalogue of Life.